# جیمز کیرتون
جیمز کیرتون (به انگلیسی: James Kirton) (زادهٔ ۱۰ آوریل ۱۹۸۵) شناگر اهل بریتانیا است.